# Бронирани катери проект 58155 „Гюрза-М“
Бронираните катери проект 58155 „Гюрза-М“ са серия украински артилерийски катери, строени в Украйна от корабостроителницата „Кузня на Рибальському“ в Киев. Бронираните лодки са проектирани да носят боен страж по крайбрежната ивица. Проектират се от Център за корабостроене и изследователски и дизайн в Николаев.

## Проект
Разработен е на базата на проект 58150 „Гюрза“. На 25 октомври 2012 г. в Киев, в публичното акционерно дружество „Кузня на Рибальському“ се състои тържествена церемония по полагане на две бронирани артилерийски лодки по проект 58155 „Гюрза-М“ за Военноморските сили на Украйна. На 11 ноември 2015 г. в Киев е спусната на вода първата лодка „Гюрза-М“.

## Оператори
- Украйна – 7

## Фотографии
- КАУ-30М.
- КАУ-30М.
- P177 „Кременчук“